# Asthena albeolata
Asthena albeolata là một loài bướm đêm trong họ Geometridae.